# Арброт (футбольный клуб)
«Арбро́т» (англ. и скотс Arbroath F.C.) — шотландский футбольный клуб из одноимённого города, выступающий в Шотландском Чемпионшипе. Основан в 1878 году, домашние матчи проводит на стадионе «Гайфилд Парк», вмещающем 6600 зрителей. Принципиальным соперником клуба считается клуб «Монтроз». В высшем дивизионе шотландского футбола «Арброт» провёл в общей сложности 9 сезонов, первым из которых был сезон 1935/36, а последним 1974/75. Лучший результат клуба в чемпионатах Шотландии, 11-е места в сезонах 1935/36 и 1937/38. Лучший результат клуба в Кубке Шотландии, выход в полуфинал в сезоне 1946/47. Клуб является автором рекордной победы в истории профессионального футбола, 12 сентября 1885 года в первом раунде Кубка Шотландии им был обыгран клуб «Бон Аккорд» со счётом 36:0, и по сей день этот результат является самым крупным из зафиксированных в официальных матчах профессиональных клубов, в том матче лидер нападения «Арброта» Джоки Петри забил 13 мячей, и этот результат является рекордным для профессионального британского футбола. Примечательно, что в тот же день был зафиксирован и в второй самый крупный результат в истории профессионального футбола, так же в матче Кубка Шотландии «Данди Харп» разгромил «Абердин Роверс» со счётом 35:0.

## Достижения
- Первый дивизион Шотландии:
  - Вице-чемпион (4): 1934/35, 1958/59, 1967/68, 1971/72.
- Второй дивизион Шотландии:
  - Вице-чемпион (1): 2000/01.
- Третий дивизион Шотландии:
  - Чемпион (1): 2010/11.
- Кубок Шотландии:
  - Полуфиналист (1): 1946/47.
- Кубок шотландской лиги:
  - Полуфиналист (1): 1959/60.

## Форма

### Домашняя
| 2019/20 | 2021/22 | 2022/23 | 2023/24 |

### Гостевая
| 2019/20 | 2021/22 | 2022/23 | 2023/24 |

### Резервная
| 2022/23 | 2023/24 |

Источники:,